# NGC 6641
NGC 6641 في الفهرس العام الجديد، هي مجرة، تقع في كوكبة الجاثي. اكتشفت في 20 أغسطس 1873 بواسطة إدوارد ستيفان.

## روابط خارجية
- NGC 6641 على موقع ويكي سكاي: DSS2, SDSS, GALEX, IRAS, Hydrogen α, X-Ray, Astrophoto, Sky Map, Articles and images